# داستين دونكان
داستين دونكان هو سياسي كندي، ولد في 1979 في ويبرن في كندا. حزبياً، نشط في حزب ساسكاتشوان ‏. وقد انتخب عضو المجلس التشريعي من ساسكاتشوان عن دائرة Weyburn-Bengough ‏ خلال فترته النيابية ‏.